# С кем ты?
«С кем ты?» — второй студийный альбом группы «Ария». Был записан в 1986 году и распространялся как магнитоальбом на магнитофонной кассете. На CD был издан только в 1994 году, в 2013 году был впервые издан на виниле. Самый короткий по продолжительности альбом в дискографии «Арии». 

## История создания
Это последний альбом «Арии», записанный с её сооснователем Аликом Грановским, и единственный — с Андреем Большаковым. Менее чем через год после записи в группе произошёл раскол, в результате которого более половины музыкантов отделились, основав группу «Мастер». Многие песни с этого альбома («Воля и разум», «Здесь куют металл», «Встань, страх преодолей») исполнялись впоследствии одновременно группами «Ария», «Мастер», «Кипелов», «Артур Беркут» и «Воля и разум».
Больше половины песен на альбоме сочинил Андрей Большаков, пришедший в группу незадолго до этого. Считается, что Большаков находился под влиянием музыки группы Judas Priest и, в отличие от Холстинина, не любил Iron Maiden, и с этим связаны отличия в стилях их композиций. Большую часть текстов для альбома написал поэт Александр Елин, сделавший упор на общественную и антивоенную тематику.
Владимир Холстинин написал для альбома музыку песни «1100», но другие участники не приняли её, сочтя слабой. Позже «1100» вошла в следующий альбом. В результате «С кем ты?» стал единственным альбомом «Арии», на котором нет песен Владимира Холстинина (по этой причине, с его слов, этот альбом его самый нелюбимый).
Композиция «Миллион пластинок» также в альбом не вошла, хотя была исполнена на концерте в ДКиС Профсоюзов в Ставрополе.
На обложке использована картина художника Владислава Провоторова «Космогония # 666».
В 2014 году песня «Воля и разум» заняла 81-е место в список «500 лучших песен „Нашего радио“», составленного на основе выбора радиослушателей.
Инструментальная композиция «Память о…» посвящается технику, погибшему на гастролях «Арии».

## Отзывы
Одноимённая с альбомом композиция «С кем ты?» журналом Time Out помещена в список «100 песен, изменивших нашу жизнь».

## Список композиций
Все тексты написаны Александром Елиным, кроме отмеченных, вся музыка написана Андреем Большаковым, кроме отмеченных.
| №  | Название                     | Текст песни       | Музыка                     | Английское издание      | Длительность |
| -- | ---------------------------- | ----------------- | -------------------------- | ----------------------- | ------------ |
| 1. | «Воля и разум»               |                   |                            | Will and Reason         | 4:34         |
| 2. | «Встань, страх преодолей»    |                   |                            | Stand, Subdue Your Fear | 4:16         |
| 3. | «Здесь куют металл»          |                   | Алик Грановский            | We Make Metal           | 4:42         |
| 4. | «С кем ты?»                  |                   | Грановский                 | Who Are You With?       | 4:43         |
| 5. | «Без тебя»                   | Маргарита Пушкина | Большаков, Валерий Кипелов | Without You             | 4:24         |
| 6. | «Память о...» (инструментал) | —                 | Грановский                 | Memory Of...            | 2:49         |
| 7. | «Икар»                       |                   |                            | Icarus                  | 4:14         |
| 8. | «Игры не для нас»            |                   |                            | Games Are Not for Us    | 5:47         |

## Участники записи
- Валерий Кипелов — вокал.
- Андрей Большаков — гитара, бэк-вокал.
- Владимир Холстинин — гитара.
- Алик Грановский — бас-гитара, бэк-вокал
- Кирилл Покровский — клавишные, бэк-вокал (указан только на виниловом переиздании)[7].
- Игорь Молчанов — ударные.
- Руслан Валонен — клавишные (2)[8]
- Звукоинженер — Александр Львов.
- Менеджер — Виктор Векштейн.
- Мастеринг — Стас Карякин.
- Исполнительный продюсер — Владимир Холстинин.
- Дизайн-художник — Василий Гаврилов.
- Фотограф — Георгий Молитвин.
- Компьютерный дизайн — Валентин Кудрявцев.

## Наследие
В 1988 году композиции на музыку Большакова «Воля и разум» и «Встань, страх преодолей» были перезаписаны группой «Мастер» для своего дебютного одноимённого альбома.
В 2008 году группа «Мастер» выпустила концертный альбом «XX лет» в честь своего юбилея, во второй части которого прозвучали 6 из 8 композиций альбома «С кем ты?» (кроме заглавной и «Память О…») с участием 4 из 6 участников записи альбома (кроме гитариста Владимира Холстинина и ударника Игоря Молчанова).
Композиция «Воля и разум» дала название собранной в конце 2023 года Андреем Большаковым супергруппе. В 2024 году группа представила свой дебютный одноимённый мини-альбом, в которой вошли новые версии песен на музыку Большакова, в том числе «Воля и разум» и «Игры не для нас» из альбома «С кем ты?» (1986); на заглавную композицию был снят видеоклип.